# チェッレ・ディ・サン・ヴィート
チェッレ・ディ・サン・ヴィート（イタリア語: Celle di San Vito）は、イタリア共和国プッリャ州フォッジャ県にある、人口約200人の基礎自治体（コムーネ）。

## 地理

### 位置・広がり

#### 隣接コムーネ
隣接するコムーネは以下の通り。
- ビッカリ
- カステッルッチョ・ヴァルマッジョーレ
- ファエート
- オルサーラ・ディ・プーリア
- トローイア